# Норвешки леминг
Норвешки леминг (лат. Lemmus lemmus) је врста глодара (Rodentia) из породице хрчкова (Cricetidae). 

## Распрострањење
Ареал врсте је ограничен на мањи број држава. Насељава север Скандинавског полуострва. Врста је присутна у Норвешкој, Русији, Финској и Шведској.

## Станиште
Станишта врсте су шуме, субарктичка подручја, језера и језерски екосистеми и речни екосистеми.

## Угроженост
Ова врста није угрожена, и наведена је као последња брига јер има широко распрострањење.